# Montaña Clara
Montaña Clara é um ilhéu com apenas 1,12 km² sito a noroeste da ilha Graciosa, Canárias. Administrativamente pertence ao município de Teguise, da vizinha ilha de Lanzarote. Em conjunto com La Graciosa e ilhotes vizinhos forma o arquipélago Chinijo.

## Descrição
O ilhéu de Montaña Clara está situada a norte de Lanzarote. Faz parte desde 1986 do Parque Natural do Arquipélago Chinijo, sendo desde 1994 zona de protecção especial para aves e integrado no Parque Natural das Ilhotas.
Como as restantes ilhas Canárias, é de origem vulcânica, sendo os restos muito desmantelados de um pequeno estratovulcão adventício, parte do complexo vulcânico de Lanzarote, do qual se separou pela subida do nível do mar após a última glaciação.
O nome do ilhéu deve-se aos tons claros das rochas que o constituem, fruto da erosão e da meterorização dos materiais basálticos.
O ilhéu tem uma área de apenas 1,33 km² (ISTAC, 2003), com a uma altitude máxima de 256 m no Pico de La Mariana. A cratera principal, no extremo norte do ilhéu, encontra-se esventrada e invadida pelo mar.
A ilha é desértica, quase totalmente desprovida de vegetação e sem qualquer fonte de água doce. Nunca foi habitada permanentemente.

## Fauna
Apesar da sua reduzida superfície, o ilhéu é um importante refúgio faunístico, sendo habitado por diversas espécies de aves marinhas e um dos poucos habitats do musaranho das Canárias (Crocidura canariensis (Hutterer)), um mamífero raro que está incluído entre as espécies vulneráveis da lista da União Internacional para a Conservação da Natureza e dos Recursos Naturais (IUCN).